# Physogyra lichtensteini
Corail à bulles
Espèce
Statut de conservation UICN

 VU A4cd : Vulnérable
Statut CITES
Physogyra lichtensteini, communément appelé Corail à bulles, est une espèce de coraux de la famille des Euphyllidae.

## Description et caractéristiques
Ce corail forme des colonies de taille modeste mais de constitution massive, ou des plaques épaisses (parfois jusqu'à 2 m de diamètre). Ils constituent des méandres avec des vallées courtes mais largement séparées (quoique toujours connectées), connectées avec un coenosteum clair et fin. Les septes sont grandes, solides, avec un bord lisse, proéminentes et largement espacées. Les cloisons sont solides. Les tentacules sont étendus seulement la nuit. Pendant la journée toute la surface de la colonie est couverte d'une masse de vésicules de la taille de petits raisins, arrondis ou oblongs voire pointus (5-10 mm de diamètre). Ceux-ci se rétractent quand ils sont dérangés. 

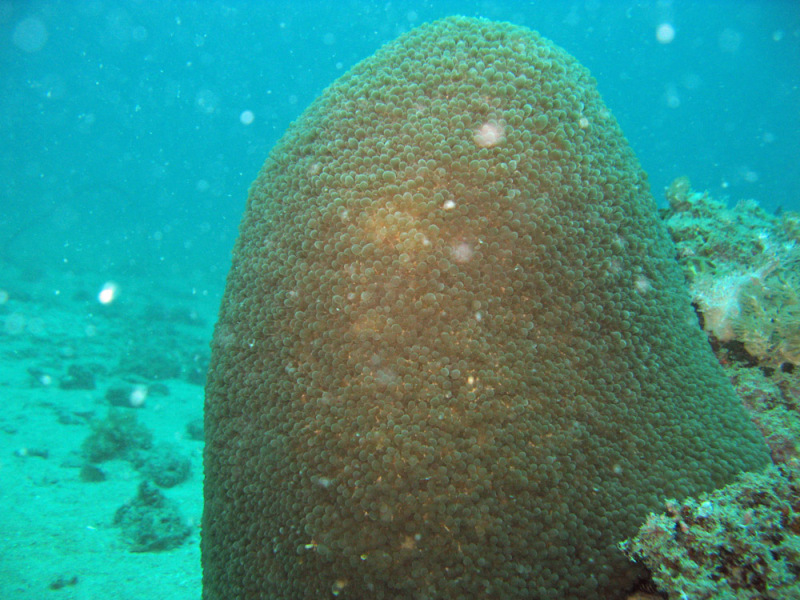
Grosse colonie.
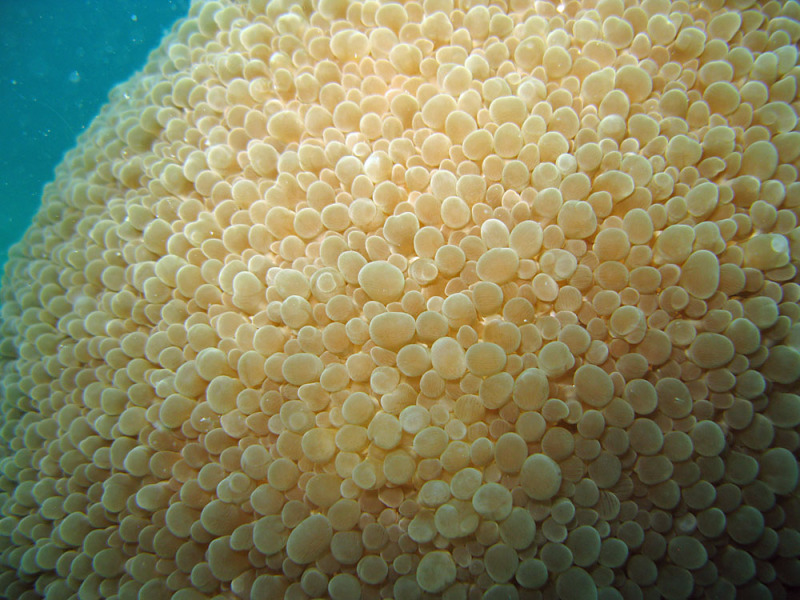
Gros plan.
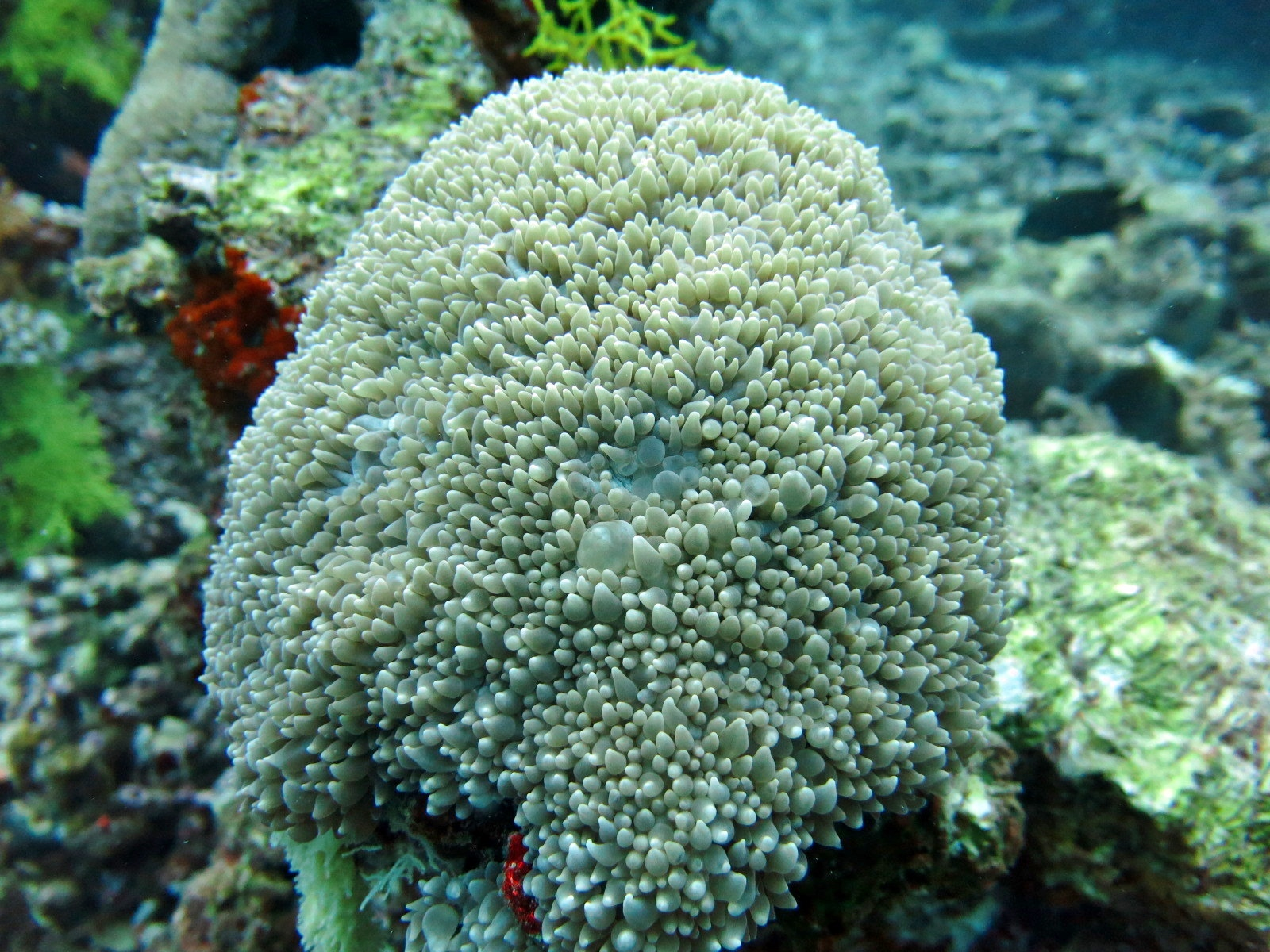
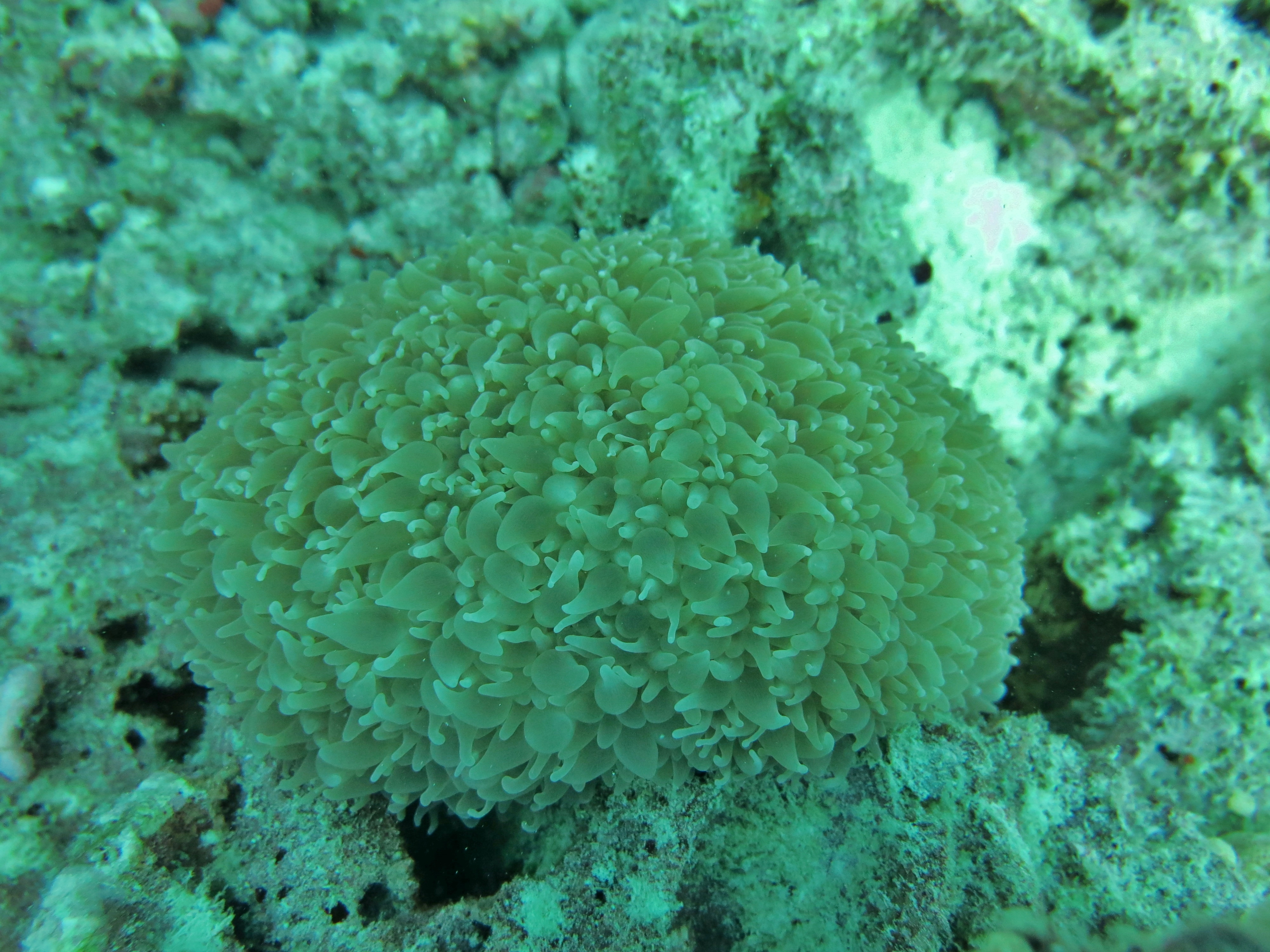
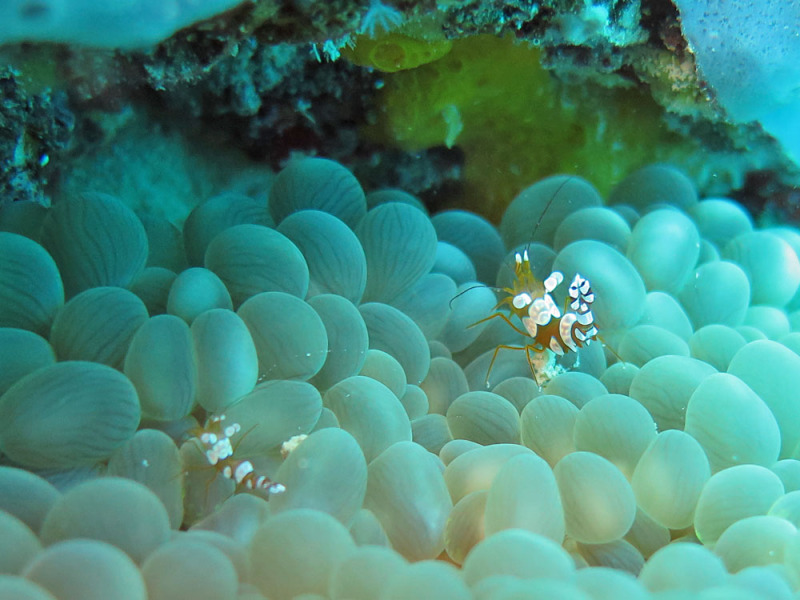
Avec une crevette symbiotique, Thor amboinensis.

Cette espèce ne doit pas être confondue avec Plerogyra sinuosa, qui a des « bulles » plus grandes, et des méandres plus lâches. 

## Habitat et répartition
C'est un corail qui peut être commun dans les eaux turbides, ou dans des habitats protégés. On la trouve ponctuellement dans tout l'Indo-Pacifique tropical.